# Aeroportul Khmelnytskyi
Aeroportul Khmelnytskyi (IATA: HMJ, ICAO: UKLH) este un aeroport din Hmelnîțkîi, Regiunea Hmelnîțkîi, Ucraina ce deservește zona Hmelnîțkîi. A fost numit după zona deservită.
Situat la o altitudine de 351 m, aeroportul dispune de o singură pistă.